# 境界科学
境界科学（きょうかいかがく、英語：fringe science フリンジサイエンス）または周辺科学、非主流科学とは、一般的な理論や主流の理論から大きく逸脱した考え方のことであり、推測の域を出ない、あるいは既に反論されている前提に依存するなどの特徴を持つ。境界科学の理論は、伝統的な学術的背景を持たない人物や、主流の学問分野以外の研究者によって提唱されることが多い。一般市民は科学とその模倣を区別することが難しく、場合によっては信じたいという願望や専門家に対する不信感が、疑似科学的な主張を受け入れる非常に強力な動機となる。
境界科学という言葉は、科学的手法によって検証可能で斬新な仮説から、荒唐無稽なその場しのぎの仮説やまがい物まで、あらゆるものを含んでいる。このため、すべての境界科学は、疑似科学者、趣味人、ヤブ医者の領域であると見なされる傾向がある。
ほとんどの境界科学は拒絶されるが、プレートテクトニクスのように、科学界がその一部を受け入れるようになった例もある。一方で、かつて主流の科学界に受け入れられていた概念が、その後の先行研究の評価によって境界科学となることもある。
境界科学は、多数派の意見でも尊敬される少数派の意見でもなく、主流派の広く受け入れられている学説と同等であるかのように見せられると、誤ったバランス、誤った等価性の問題が生じることがある。メディアは、複雑なトピックを二つの側面に分類し、主流派と戦う弱者の挑戦者という観点から問題を構成することがある。このような単純化は、中立性と公平性の名の下に、突飛な境界科学を主流派と同等で正当な競争相手の役割に格上げし、境界科学の普及と一般化に貢献している可能性がある。

## 定義
第一の定義
境界科学（周辺科学、非主流科学）は、確立された分野における主流（メインストリーム）または正統な理論から大きく乖離した科学探究であり、主流の学問諸分野の周辺 (fringes) に位置づけられる。科学研究は「主流」(center)、「先端」(frontier)、「境界（周辺）」(fringe) の3つに分類され、境界的概念は主流の科学者からあまりにも思弁的（空想的）と見なされたり、強く反駁されたりする。しかし、Rosenthal は「受容された科学というのは先端科学もとりこむ可能性があり、またそれは、もっと現実離れしたアイデア、境界科学までも次第に取りこむ可能性がある。（受容された科学に）本当に馴染まないアイデアについては、境界を越えている、疑似科学的だ、とみなされる」としている。
主流の科学者共同体から かつて受容されていた概念が、その概念を支持する研究を後から吟味したことで、境界科学へと追いやられることもある。例えば、かつて「扁桃腺や歯の病巣感染が全身性疾患の主要な原因だ」という考え方(focal infection theory）は医学的事実とされていたが、現在では証拠不十分だとして退けられている。逆に境界科学は、提唱された当初はほとんど支持者がおらず反対者が多いような斬新な提案や解釈を含むことがある。もともと境界科学だった理論が、それを支持する証拠が見つかったことで主流科学となった例もある（例えば、大陸移動説、トロイの実在、地動説、ノース人によるアメリカ大陸の植民地化、ビッグバン理論）。
第二の定義
境界科学は、科学的方法で検証可能な斬新な仮説からアドホックな理論や有象無象まで全てをカバーしているが、後者の方が多いため、境界科学全体を疑似科学や単なる趣味として退ける傾向が生じている。科学的完全性を欠いた境界科学の一部を指して病的科学、voodoo science、cargo cult science といった用語も使われている。アメリカの政界では、政治的理由から科学的背景があると虚偽の主張をするアイデアを junk science と呼ぶ。
科学哲学において、科学と非科学の間でどこに境界線をひくのかという問題を「線引き問題」と呼ぶ。だがややこしいことに、一部の境界科学の提唱者は、適切な科学的証拠とおかしな主張の両方を用いて議論を進めるのである。

## 解説
境界科学という呼称は、発見についての異端的な理論やモデルを指して使われる。そういった境界科学のアイデアを生み出す人々は科学的方法を採用していることもあるが、その結果は主流のコミュニティには受け入れられない。通常、境界科学のアイデアの証拠として提出されるものを信じるのはごく少数であり、多くの専門家はそれらを証拠と認めない。査読のある学術誌に論文が掲載されたことがあるなど、ある程度認知されている科学者が境界科学的アイデアを提唱することもあるが、常にそうであるとは言えない。多くの境界科学的見解は反証を含めた科学的方法を注意深く適用することで無視または排除され、科学界に受け入れられるのはごく一部である。例えばプレートテクトニクスは、そのアイディアはもともとは境界科学に起源を持ち、数十年の間、そのアイディアに対する否定的見解を受け続けていた。
科学と疑似科学の間の混乱、正当な科学的誤りと本物の科学的発見の間の混乱は目新しいものではなく、科学に常につきまとう特徴である（中略）新しい科学の受容は緩慢である。
境界科学という呼称は軽蔑的なものとみることもできる。例えば、Lyell D. Henry, Jr. は境界科学という用語には「kookiness　いかれている」という意味も示唆されていると記している。そのような評価がなされるのは、科学の周辺に存在した奇人たち、すなわちマッドサイエンティストが想起されるからとみられる。境界科学と疑似科学の境界線も問題である。境界科学には言外に、全体的には論理的だがその先を追究しても実りがなさそうだという意味が含まれている。境界科学は、証拠が不完全とか矛盾するといった様々な理由から科学的コンセンサスには含まれないかもしれない。
なお防衛大学校の理工学研究科では「学際領域」の意味で「境界科学」という呼称を用いている。

## 具体例

### 歴史的事例
主流科学によって反駁された歴史的アイデアとしては、以下のものがある。
ヴィルヘルム・ライヒのオルゴン理論
オルゴンは彼が発見したと主張した一種の物理エネルギーであり、この理論により精神医学界から追放され、そのエネルギーを増幅して健康をもたらすという健康器具を販売したため投獄された。ライヒはオルゴンが実在するという科学的証拠があると主張したが、他の科学者らに反論されてきた。それにもかかわらず、信奉者が存在し続けている。
病巣感染理論 (FIT)
FIT（en:Focal infection theory）は「歯や扁桃腺の病巣感染が全身疾患の原因になりうる」という理論で、第一次世界大戦後の歯学界や医学界で主流の理論として受け入れられた。しかし、その証拠とされた研究には根本的誤りがあることが後に明らかとなった。この理論のせいで何百万という人々が不必要な抜歯や（扁桃腺除去の）手術を受けてしまった。1930年代になるとFITの凋落が始まり、1950年代末には境界科学へと追いやられた。
クローヴィス文化理論
「クローヴィスが北米初の文化だ」とする説は長年にわたって主流となっていたが、その後クローヴィス以前の文化の証拠が見つかり、その理論は廃れていった。

### 現代の事例
比較的最近の境界科学の例を以下に示す。
- Aubrey de Grey は2006年、60 Minutes というテレビ番組で "Strategies for Engineered Negligible Senescence" (SENS) と名付けたヒトの寿命を延ばす先端的研究を行っていると紹介された[34]。多くの主流科学者は[35]、de Gray が核（エピ）変異を特に重要と見ている点と彼が提示したアンチエージング治療の予定表が境界科学を構成していると信じている。
  - 2006年のテクノロジー・レビュー誌に掲載されたある記事（シリーズものの一部）で、「de Grey のSNESは非常に疑わしい。提案されていることの多くは再現性がなく、今日の科学知識とテクノロジーでは再現できなかった。Myhrvoldの言葉を借りれば、de Gray の提案はよく言えば科学の控え室に存在しており、検証されるのを待っている（ことによるとそれは無駄かもしれない）。SNESは多くの博識な科学者の同意を必要としているわけではなく、明らかに間違っているとわかっているわけでもない」と記された[36]。
- 1989年3月、化学者マーティン・フライシュマンとスタンレー・ポンズは常温・常圧での核融合反応（常温核融合）が起きたと報告した。多くの研究者がその再現を試みたが、誰も常温核融合を確認できなかった[37]。その後、様々な分野の科学者らが常温核融合についての国際会議に参加したり、独自に取り組んだりした。アメリカ合衆国エネルギー省は2004年、常温核融合の再評価を行ったが、結果は否定的だった。
- 石油が生物由来でないとする理論（無機成因論）では、「地球が形成されたころに炭化水素が地下深くに取り込まれ、それが石油の元になっている」としている。この理論が事実ならば一般に考えられている以上の石油が埋蔵されていることになる。炭化水素は太陽系内に遍在しており、地中深くで高温・高圧を受けて石油に変質し、マントル対流と共に地殻に浮上してくるという。この理論は19世紀からあったが、20世紀後半にロシアやウクライナの科学者らによって復活し、トーマス・ゴールドが『地球深層ガス』という本を1999年に出版したことで西側でも関心が高まった。ゴールドの提唱した仮説は、地殻中の高温の環境で生息する細菌の存在に基づく部分もある（石油には生物由来だとする定説の証拠が見られるが、それがこの細菌による痕跡だと説明している）。

### 主流科学として受け入れられた例
境界科学として追いやられていたが、やがて主流の科学に取り込まれた理論・主張もいくつか存在する。
- プレートテクトニクス[38][39]
- トロイの実在[40][19]
- 地動説[41]
- ビッグバン理論[42]
- ヘリコバクター・ピロリ菌による消化性潰瘍[43]
- 病原体によって病気が発生する[44]

## 境界科学への対応
マイケル・W・フリードランダーは境界科学への対応のガイドラインを提唱し、その中で「少なくとも手続き的には」科学における不正行為よりも扱いが難しい問題だ、とした。彼の提示した方法には、引用している文献のチェック、正統性を過度に強調していないこと、などが含まれ、ウェゲナーの大陸移動説の例、正統科学が急進的提案を調査した例や境界科学側が間違っていた例などを挙げて考察している。
その科学分野の主流の訓練を受けた科学者が型破りなアイデアを生み出したり支持したりする例もあるが、境界科学的な理論やアイデアは伝統的な科学の素養がない個人や主流の分野ではない研究者によって進展することが多い。そして科学史は、大きな進歩というのはそのような学際的あるいは多文化交流的環境にあった、ということを示している。フリードランダーは境界科学が主流科学の進歩にとって必要であると示唆し、科学者は境界的な新たなアイデアや新発見を評価しなければならない、としつつ、実際に受け入れられるのはごく一部だとした。一般大衆にとっては「科学か否か」の区別は難しく、場合によっては信じたいという願望が根底にあるため、専門家が否定的であればあるほど疑似科学的主張を受け入れようとすることもある、という。

### 論争
20世紀末ごろには、各宗教の聖典の字義通りあるいは原理主義的な解釈に反する科学研究分野全体（特に古人類学、人間の性、進化、地質学、古生物学など）を「異論」のある分野とすべく、境界科学の異説を引用するということが見られるようになった。それらの分野に論争があるのは定説に弱点や瑕疵があるからだとして、そこに奇跡やインテリジェント・デザインの入り込む余地を作ろうとする意図がある、という。Donald E. Simanek は「最先端科学の思索的・試験的な仮説は、答えを熱望している大衆によって、科学的真理であるかのように受け入れられるということが余りにも多い」とし、「科学が無知から理解まで進歩する際、混乱と不確実性の移行過程を経なければならない」という事実が無視されているとした。メディアは、科学の特定分野に「異論」があるという見方を助長し広める役割を果たしている。Jan Nolin らの "Optimising public understanding of science: A comparative perspective" では、「メディアが科学の定説に異論があるという見方を助長するのは、それが劇的で注目を集めやすいというだけでなく、社会的利害問題と結びついていることが多い」と主張している。

## 関連文献
- Brante Thomas; Fuller Steve; Lynch William (1993). Controversial science: from content to contention. Albany, New York: State University of New York Press. OCLC 26096166
- Brown George E Jr (23 October 1996). Environmental science under siege : fringe science and the 104th Congress. Washington, DC: Democratic Caucus of the Committee on Science, U.S. House of Representatives. OCLC 57343997
- ed. by Sharon M. Friedman .... (1998). Friedman Sharon M; Dunwoody Sharon; Rogers Carol L. eds. Communicating uncertainty: Media coverage of new and controversial science. Mahwah, New Jersey; London: Lawrence Erlbaum. ISBN 0-8058-2727-7. OCLC 263560777
- Dutch Steven I (January 1982). “Notes on the nature of fringe science”. J Geol Ed 30 (1):  6–13. ISSN 0022-1368. OCLC 92686827.
- Frazier Kendrick (1981). Paranormal borderlands of science. Buffalo, New York: Prometheus Books. ISBN 0-87975-148-7. OCLC 251487947
- Friedlander, Michael W (February 1995). At the fringes of science. Boulder, Colorado: Westview Press. ISBN 0-8133-2200-6. OCLC 31046052
- “CSICOP On-line: Scientifically Investigating Paranormal and Fringe Science Claims”. 2013年3月19日閲覧。
- Ben-Yehuda Nachman (1990). The politics and morality of deviance: moral panics, drug abuse, deviant science, and reversed stigmatization. Albany: State University of New York Press. OCLC 19128625
- Brooks M (2008). 13 Things That Don't Make Sense. New York: Doubleday. OCLC 213480209. 非専門家向けの内容要旨 – Summarised by the author in The Daily Telegraph, 31 Mar 2009, Accessed 2 Apr 2009.
- Cooke RM (1991). Experts in uncertainty: opinion and subjective probability in science. New York: Oxford University Press. ISBN 0-19-506465-8. OCLC 22710786
- de Jager Cornelis (March 1990). “Science, fringe science and pseudo-science” (PDF). QJR Astron Soc 31 (1):  31–45. Bibcode: 1990QJRAS..31...31D. ISSN 0035-8738.
- Mauskopf SH (1979). The reception of unconventional science. Boulder, Colorado: Westview Press. ISBN 0-89158-297-5. OCLC 4495634
- Mousseau Marie-Catherine (2003). “Parapsychology: Science or Pseudo-Science?” (PDF). J Sci Expl 17 (2):  271–282. ISSN 0892-3310.  オリジナルの2009年11月27日時点におけるアーカイブ。.
- Truzzi Marcello (1998年). “The Perspective of Anomalistics”. Anomalistics.   Center for Scientific Anomalies Research. 2009年2月6日時点のオリジナルよりアーカイブ。2009年4月14日閲覧。